# برايان ماي
برايان ماي (بالإنجليزية: Brian May) (ولد في 19 يوليو، 1947)،هو موسيقار و ملحن إنجليزي ، إضافة إلى كونه عالما في الفيزياء الفلكية كان عضوا في فرقة كوين الشهيرة، التي تأسست عام 1972 و إستمرت في نشاطها إلى حين وفاة المغني الرئيسي فريدي ميركوري عام 1991 عمل مع العديد من الفنانين العالميين من بينهم فرقة سمايل رفقة الطبال روجر تايلور في بداياته قبل تأسيس فرقة كوين،إضافة والمغنية ليدي غاغا.
قام بتأليف عدد من أغاني فرقة كوين على غرار أغاني We Will Rock You, The Show Must Go On,I Want It All...
حصل عاى شهادة الدكتوراة من جامعة إمبريال كوليج في لندن عام 2008.
صار عضوا في قاعة مشاهير الروك اند رول عام 2001

## روابط خارجية
- برايان ماي على موقع IMDb (الإنجليزية)
- برايان ماي على موقع الموسوعة البريطانية (الإنجليزية)
- برايان ماي على موقع ميوزك برينز (الإنجليزية)
- برايان ماي على موقع رولينغ ستون (الإنجليزية)
- برايان ماي على موقع تيرنر كلاسيك موفيز (الإنجليزية)
- برايان ماي على موقع قاعدة بيانات برودواي على الإنترنت (الإنجليزية)
- برايان ماي على موقع إن إن دي بي (الإنجليزية)
- برايان ماي على موقع أول ميوزيك (الإنجليزية)
- برايان ماي على موقع ديسكوغز (الإنجليزية)
- برايان ماي على موقع قاعدة بيانات الفيلم (الإنجليزية)